# 심명
심명(沈明, 생몰년 미상)은 당나라 제8대 황제 당 대종(唐 代宗)의 부마(駙馬)로 당 대종의 8녀 장림공주(長林公主)의 남편이다. 당 대종의 황후 예진황후(睿眞皇后)의 친족이다. 별칭은 심우(沈羽)이다. 저장성 후저우(湖州) 무강현(武康縣) 출신이다.

## 가계
- 고조부 : 심백의(沈伯依) - 국자좨주, 학사
  -     - 조부 : 심호원(沈浩源)
      - 부 : 심이(沈廙)
      - 숙부 : 심상(沈庠)
        - 형 : 심주(沈周)
        - 동생 : 심거(沈琚)
        - 동생 : 심가(沈珂)

      - 장인 : 당나라 제8대 황제 당 대종(唐 代宗)
        - 부인 : 장림공주(長林公主) - 당나라 제8대 황제 당 대종(唐 代宗)의 8녀
          - 딸 : 심소(沈素)
          - 사위 : 곽쇠(郭釗) - 대국공 곽애(代國公 郭曖)의 아들, 절도사(節度使), 병부상서(兵部尚書), 태상경(太常卿), 사공(司空)
            - 외손자 : 곽중사(郭仲詞) - 태원군공(太原郡公)에 습작됨
            - 외손자며느리 : 요양공주(饒陽公主) - 당나라 제12대 황제 당 목종(唐 穆宗)의 6녀

        - 사돈 : 곽애(郭曖, 752년 ~ 800년) - 분양군왕 곽자의(汾陽郡王 郭子儀)의 아들, 당나라 제8대 황제 당 대종(唐 代宗)의 부마(駙馬), 제국소의공주(齊國昭懿公主)의 남편, 대국공(代國公)에 습작됨, 태부(太傅)에 추증됨
        - 사돈 : 제국소의공주(齊國昭懿公主, ? ~ 810년) - 별칭 : 승평대장공주(昇平大長公主), 당나라 제8대 황제 당 대종(唐 代宗)의 4녀

## 생애
국자좨주와 학사를 지낸 심백의(沈伯依)의 고손으로 심호원(沈浩源)의 손자이고 심이(沈廙)의 차남이다.
관직은 위위소경(衛尉少卿)을 지냈다.
786년(당 덕종 7년) 당 대종(唐 代宗)의 8녀 장림공주(長林公主)와 결혼하였다.
심명(沈明)과 장림공주(長林公主)의 딸 심소(沈素)는 곽애(郭曖)와 승평대장공주(昇平大長公主, ? ~ 810년)의 아들인 곽쇠(郭釗)와 결혼하였다.
사돈인 곽애(郭曖)는 분양군왕 곽자의(汾陽郡王 郭子儀)의 아들로 당 대종(唐 代宗)의 부마(駙馬)로서 대국공(代國公)에 습작되고 태부(太傅)에 추증되었다. 곽애(郭曖)의 부인 승평대장공주(昇平大長公主)는 당 대종의 4녀이다.
곽애(郭曖)의 아들 곽쇠(郭釗)는 절도사(節度使), 병부상서(兵部尚書), 태상경(太常卿), 사공(司空)을 지냈다.
곽쇠(郭釗)와 심소(沈素)의 아들 곽중사(郭仲詞)는 당 목종(唐 穆宗)의 6녀 요양공주(饒陽公主)와 결혼하여 당 목종(唐 穆宗)의 부마(駙馬)가 되어 태원군공(太原郡公)에 습작되었다.

## 같이 보기
- 당 대종
- 예진황후
- 당 덕종
- 곽자의
- 심휘
- 심의
- 심분

## 참조
- 《구당서》
- 《신당서》
- 《원화성찬(元和姓纂)》